# Међуопштински завод за заштиту споменика културе Суботица
| Међуопштински завод за заштиту споменика културе Суботица |                                   |
|                                                           |                                   |
| Врста                                                     | Установа културе                  |
| Основана:                                                 | 1966.                             |
| Седиште:                                                  | Трг Слободе 1/3 · Суботица Србија |
| Директор:                                                 | др Леда Шилинг                    |
| Веб презентација                                          | Званична презентација             |

Међуопштински завод за заштиту споменика културе Суботица основан је 1. маја 1980. године Одлуком три општине: Сенте, Сомбора и Суботице, као установа културе надлежна за делатност заштите непокретних културних добара.
Од свог оснивања ова установа културе обавља заштиту непокретних културних добара на територији која је одређена актом о оснивању (територија Сомбора, Сенте и Суботице), а од 1995. године Решењем Министарства културе Републике Србије овом Заводу се утврђује нова територијална надлежност која обухвата град Суботицу и осам општина и то: Бачку Тополу, Мали Иђош, Кањижу, Сенту, Аду, Кикинду, Нови Кнежевац и Чоку.
На територији овог Завода налази се 144 непокретна културна добра, од којих су 50 од великог значаја и 7 од изузетног значаја.

## Делатност Завода
Редовна делатност завода обухвата: рекогносцирање терена, валоризацију непокретних културних добара, састављање документације о њима, покретање поступка за утврђивање као и заштиту културних добара учешћем у доношењу просторних и урбанистичких планова, давањем мишљења на нацрте истих, која се обавезно прилажу приликом разматрања и доношења тих планова. Под техничком заштитом се подразумева конзервација, рестаурација, реконструкција и ревитализација непокретних културних добара, уз обавезан надзор овога Завода над извођењем радова.